# Parmaturus xaniurus
Parmaturus xaniurus es una especie de peces de la familia Scyliorhinidae en el orden de los Carcharhiniformes.

## Morfología
Los machos pueden llegar alcanzar los 45 cm de longitud total.

## Hábitat
Es un pez de mar y de clima tropical que vive entre 91-1251 m de profundidad.

## Distribución geográfica
Se encuentra desde la costa central de California hasta el Golfo de California.